# Palazzo del Lavoro
Il Palazzo del Lavoro, in origine Palazzo delle Nazioni e oggi anche noto come Palazzo Nervi, è un edificio ubicato nel quartiere Nizza Millefonti (zona Italia '61), alle porte sud della città di Torino. Fu progettato dall'ingegner Pier Luigi Nervi, con la collaborazione dell'architetto Gio Ponti e di Gino Covre, e completato nel 1961.
All'epoca della sua inaugurazione, è stato un notevole esempio di struttura espositiva per dimensioni e innovazione tecnologica. Attualmente versa in stato di grave abbandono.

## Storia
A partire dal 1959, Torino vide la realizzazione di una serie di edifici realizzati nel quartiere Nizza Millefonti, in occasione dell'evento Italia '61, ovvero le celebrazioni per il centenario dell'Unità d'Italia. Tra di essi, questo edificio si distinse per le caratteristiche dimensionali e progettuali all'avanguardia. In seguito, seppur con lunghi intervalli, fu utilizzato per ospitare eventi fieristici, mostre, esposizioni internazionali e, fino alla metà degli anni ottanta, alcuni uffici del Centro Internazionale B.I.T. - Agenzia delle Nazioni Unite, successivamente spostati lì vicino.
Fino al 2008 ospitò anche una sezione distaccata della Facoltà di Economia e Commercio dell'Università di Torino, più una parte delle sedi didattiche di un consorzio specializzazioni post-diploma. Dal 2009 fu occupato da sporadiche attività commerciali, tra cui una discoteca o serate e feste musicali a tema, ma progressivamente è stato nuovamente abbandonato per via degli ingenti costi di gestione.
Da allora le sue condizioni sono fortemente degradate, a tal punto da interrogarsi su un possibile riutilizzo in futuro. Dopo alcune ipotesi di riqualificazione, a partire dal 2011 la struttura metallica esterna, ormai quasi totalmente arrugginita, è stata coperta con enormi teli tricolori in occasione del centocinquantenario dell'Unità d'Italia.
Nello stesso periodo, vennero avviate trattative tra le amministrazioni locali e il gruppo olandese Foruminvest per la possibile riconversione del palazzo in un grande centro commerciale, sollevando le critiche dei cittadini e dei commercianti del quartiere. La trattativa fallì e l'edificio continuò a versare in stato di grave degrado, tra polemiche e tentativi di riconversione e riqualificazione.
Nel corso dell'anno 2015 è stato colpito da alcuni incendi dolosi, il più grave dei quali appiccato il 20 agosto.
Dopo anni d'indecisione sul futuro dell'edificio, il 17 agosto 2020 gli organi d'informazione hanno comunicato l'acquisizione della proprietà dell'edificio da parte dello Stato, mediante la Cassa Depositi e Prestiti. Tale operazione lascia sperare in un'accelerazione dell'auspicato processo di recupero della struttura, per una sua completa riconversione in un'area commerciale e ricreativa.

## Descrizione
Lodato da numerose testate giornalistiche di architettura per le innovative tecnologie costruttive impiegate, il Palazzo del Lavoro è caratterizzato da un ampio padiglione quadrangolare di 22.500 m2 e 156 metri per lato, costituito da 16 elementi modulari con copertura a base quadrata. Ciascuno dei sedici moduli, di 40 metri per lato, è sorretto da un pilastro centrale di 25 metri rastremato in altezza, che termina con una caratteristica raggiera di travi in cemento armato dal diametro di 38 metri.
L'illuminazione naturale è garantita da lucernari ricavati dallo scostamento di ciascun modulo e dalle pareti perimetrali che presentano, anche se in stato di degrado, un complesso sistema di lamelle metalliche frangiluce la cui inclinazione originariamente variava a seconda dell'esposizione solare.
In origine la configurazione del grande padiglione interno prevedeva caffetterie in ciascuno dei quattro angoli e soluzioni versatili per ospitare ulteriori eventi futuri.
Il piano interrato ospitava una grande sala conferenze, due sale cinematografiche, una piccola struttura ricettiva e locali di servizio.

## Galleria d'immagini

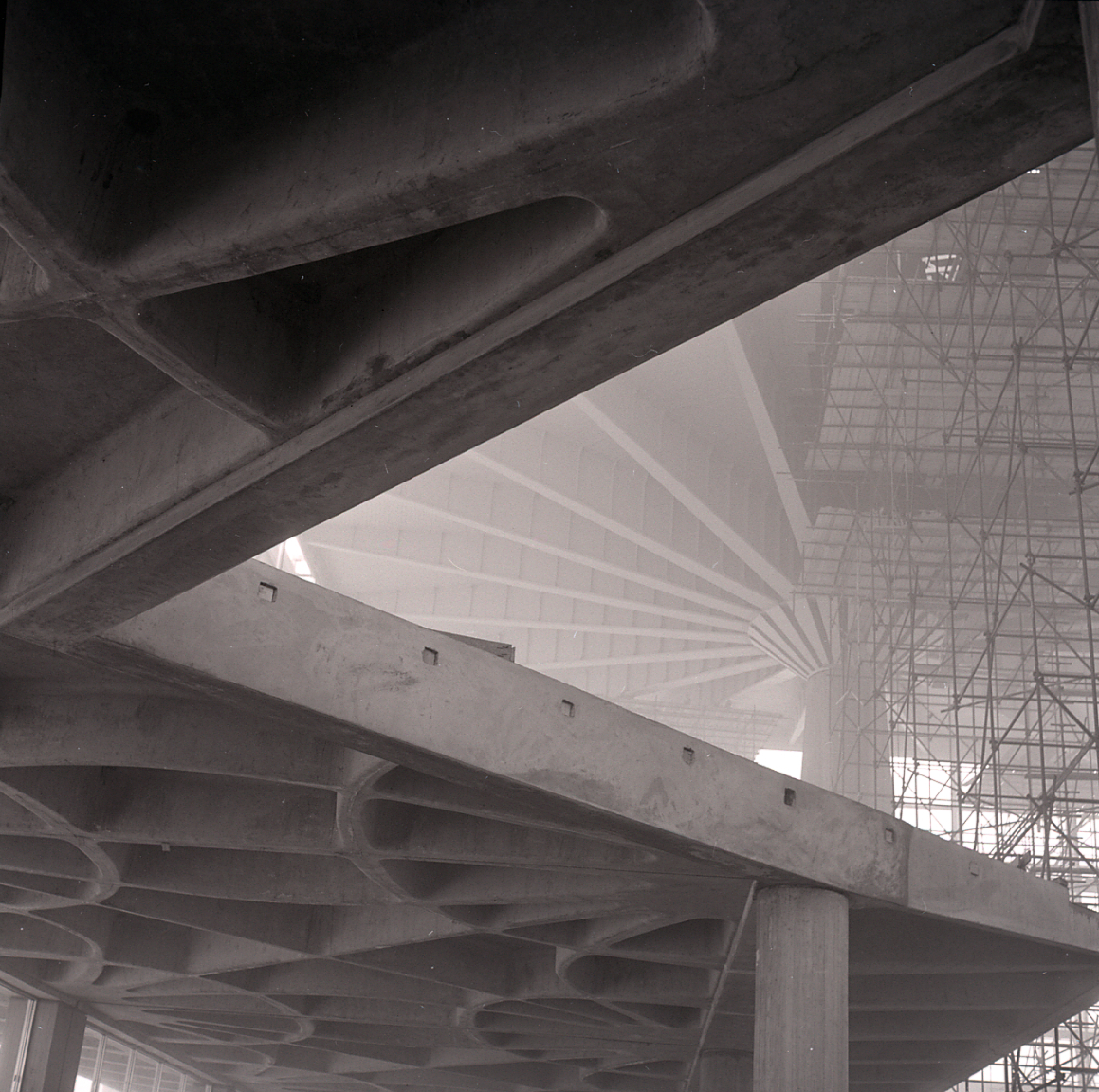
Le strutture progettate da Pier Luigi Nervi in corso di costruzione, fotografate da Paolo Monti nel 1961
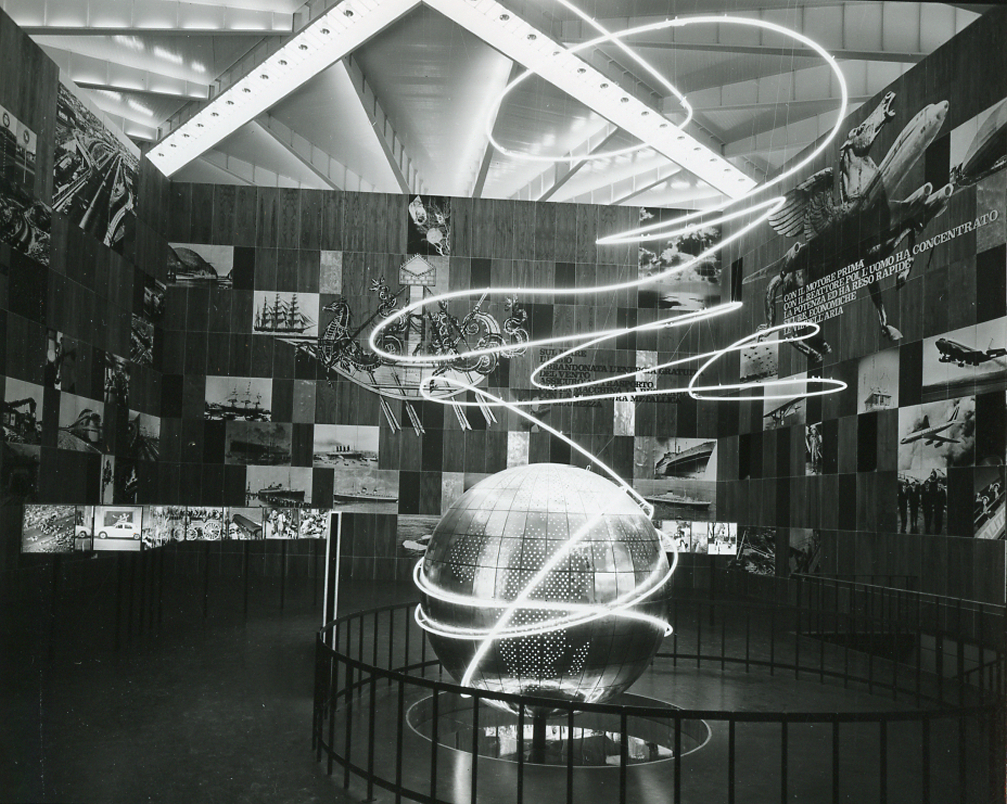
Allestimento sui trasporti nel Palazzo del Lavoro durante l'Expo 61 in una fotografia di Paolo Monti, 1961
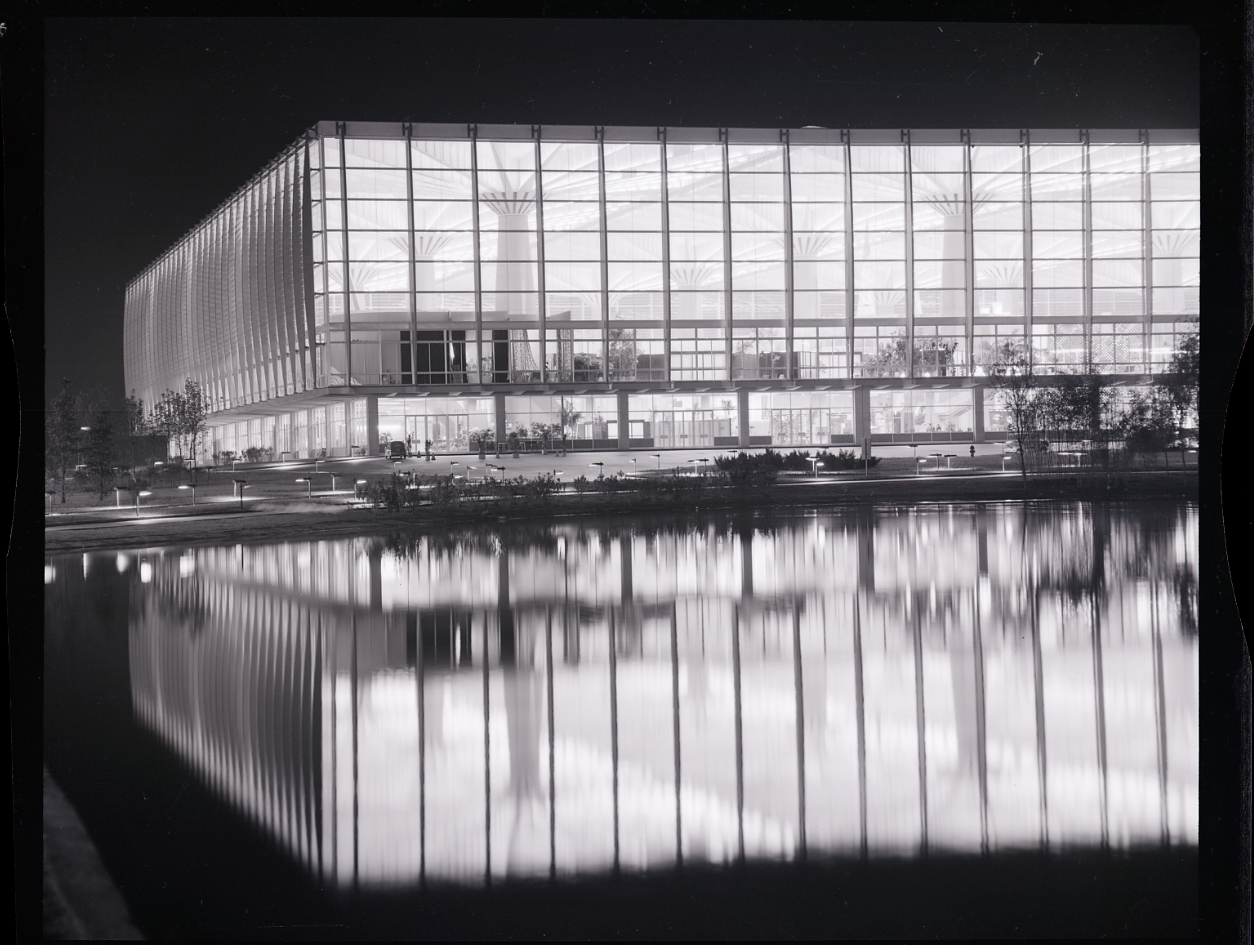
Il Palazzo del lavoro in una foto notturna di Paolo Monti del 1961
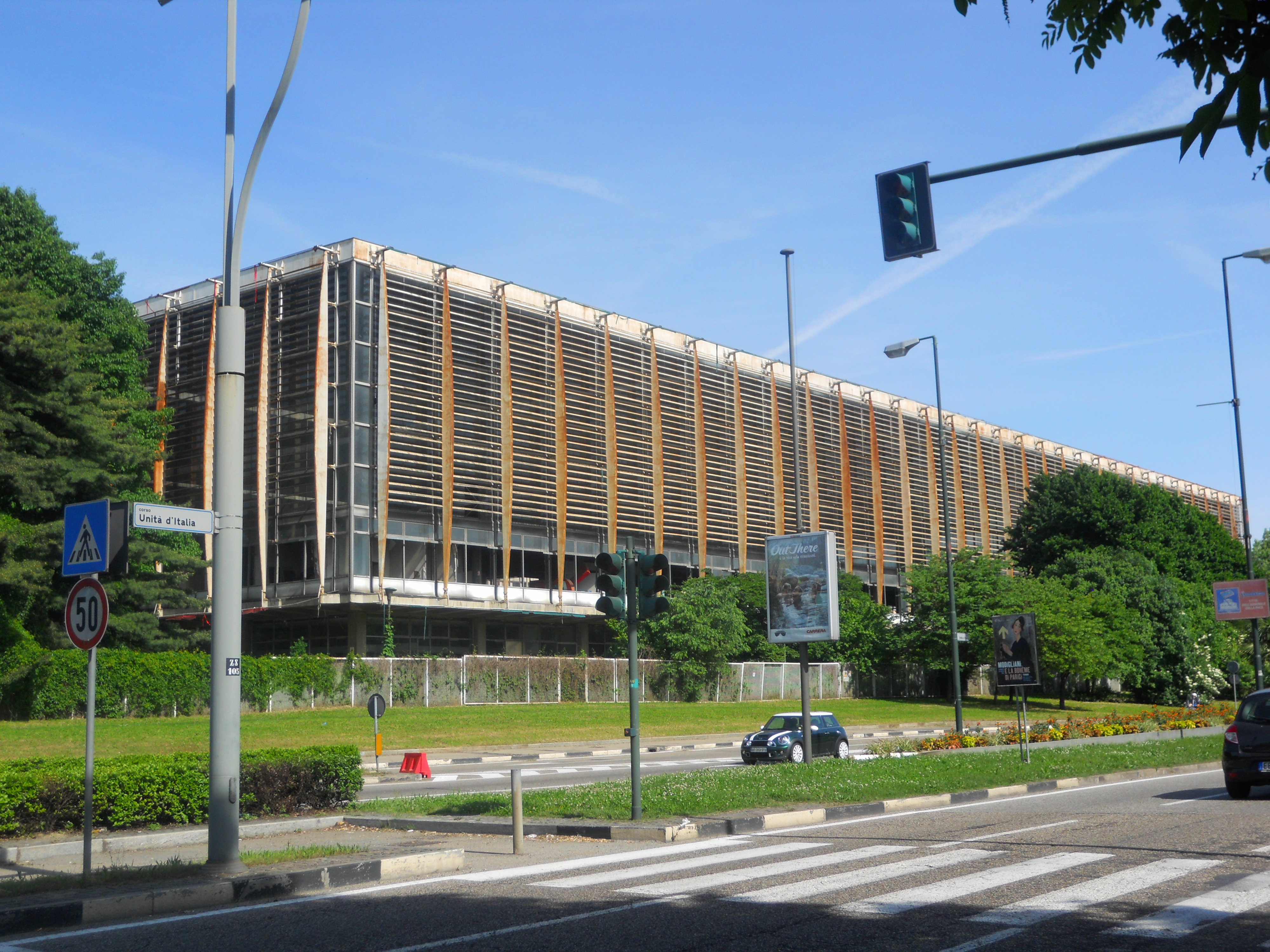
Il Palazzo del Lavoro nel 2015